# Tamás Deutsch (Politiker)

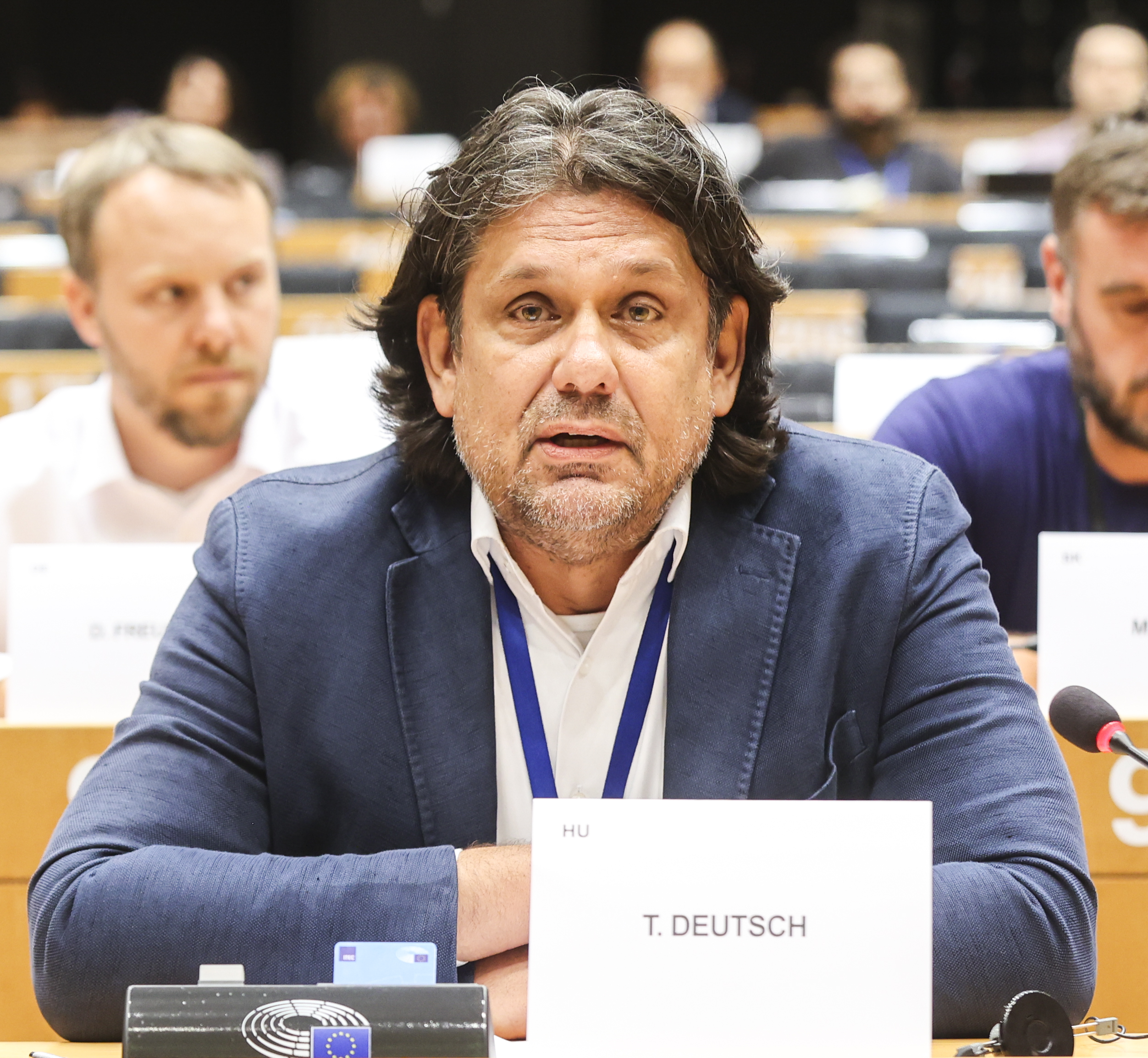
Tamás Deutsch (2024)

Tamás Deutsch (* 27. Juli 1966 in Budapest) ist ein ungarischer Politiker der Fidesz – Ungarischer Bürgerbund.

## Leben
Deutsch studierte Rechtswissenschaften an der Loránd-Eötvös-Universität in Budapest. Deutsch war von 1990 bis 2009 Abgeordneter im Ungarischen Parlament. Von 1999 bis 2002 war er Minister für Jugend und Sport in der ersten Regierung von Viktor Orbán. Ihm folgte als Minister in diesem Amt György Jánosi. Seit 2009 ist Deutsch Abgeordneter im Europäischen Parlament und war bis 2024 wie alle EU-Parlamentarier der Fidesz-Partei fraktionslos. Deutsch hat vier Kinder; er ist zweimal geschieden.
Bei der Europawahl 2024 zog Deutsch für seine Partei erneut ins Europäische Parlament ein und wurde Mitglied der Fraktion Patrioten für Europa, für die er auch Mitglied im Vorstand ist. Er ist in der 10. Legislaturperiode (2024–2029) Mitglied im Haushaltsausschuss, im Haushaltskontrollausschuss und im Ausschuss für regionale Entwicklung. Er ist zudem Mitglied der Delegation für die Beziehungen zu Japan und stellvertretendes Mitglied der Delegation für die Beziehungen zu Israel.

## Kritik
Von der Kulturwissenschaftlerin Magdalena Marsovszky wurde Deutsch eine „biologistische“ und „hygienistische“ Sprache vorgeworfen, weil er über den ehemaligen Ministerpräsidenten Ferenc Gyurcsány gesagt hatte: „Es gibt hinterhältige Verrückte, es gibt eklige Spermien, es gibt widerliche Verfaulte, und dann gibt es dort noch den Ferenc Gyurcsány.“ und ihn als „erbärmlichen Eiweißklumpen“ bezeichnet hatte.
Anfang Dezember 2020 forderten mehrere Mitglieder der Fraktion der Europäischen Volkspartei (Christdemokraten), der die Fidesz damals noch angehörte, den Ausschluss Deutschs aus der gemeinsamen Fraktion, nachdem Deutsch den Fraktionsvorsitzenden Manfred Weber mit der Gestapo verglichen hatte. Einige Tage später entschied die Fraktion, ihn nicht auszuschließen.